# Noord-Ooster Transport
Noord-Ooster Transport was een Nederlands openbaarvervoerbedrijf met vestigingen in Nijverdal en Vriezenveen.

## Geschiedenis
Het bedrijf werd in 1952 opgericht voor de exploitatie van de buslijnen van de WATO (Wierdensche Algemeene Transport Onderneming) uit Nijverdal en van de firma B.W. Winkel uit Vriezenveen.
De WATO reed vanaf 1930 op de lijn Hellendoorn - Nijverdal - Wierden - Almelo. De firma Winkel exploiteerde sinds 1927 de buslijn Ommen - Den Ham - Vroomshoop - Vriezenveen - Almelo.
In de eerste jaren werden enkele nieuwe lijnen geopend. De WATO verlengde de lijn Almelo - Hellendoorn naar Ommen. Winkel kwam met een tweede lijn van Den Ham naar Almelo via Daarle en een lijn van Bruinehaar naar Vriezenveen.
In 1965 werden de lijnen van Winkel door de TET overgenomen, De WATO werd in 1966 een dochteronderneming van de TET. In 1973 ging de NOT geheel op in de TET.